# Episodi di The Untouchables (seconda stagione)
La seconda stagione della serie televisiva The Untouchables è stata trasmessa in anteprima negli Stati Uniti d'America in syndication tra il 3 ottobre 1993 e il 22 maggio 1994.
| nº | Titolo originale              | Titolo italiano | Prima TV USA     | Prima TV Italia |
| -- | ----------------------------- | --------------- | ---------------- | --------------- |
| 1  | Stir Crazy                    |                 | 3 ottobre 1993   |                 |
| 2  | Railroaded                    |                 | 10 ottobre 1993  |                 |
| 3  | The Crucibles                 |                 | 17 ottobre 1993  |                 |
| 4  | Capone's Return               |                 | 24 ottobre 1993  |                 |
| 5  | Cuba (Part 1)                 |                 | 31 ottobre 1993  |                 |
| 6  | Cuba (Part 2)                 |                 | 7 novembre 1993  |                 |
| 7  | Radical Solution              |                 | 14 novembre 1993 |                 |
| 8  | The General                   |                 | 21 novembre 1993 |                 |
| 9  | Attack on New York            |                 | 28 novembre 1993 |                 |
| 10 | Mind Games                    |                 | 2 gennaio 1994   |                 |
| 11 | The Skin Trade                |                 | 9 gennaio 1994   |                 |
| 12 | Legacy                        |                 | 23 gennaio 1994  |                 |
| 13 | Only for You                  |                 | 30 gennaio 1994  |                 |
| 14 | Stadt                         |                 | 6 febbraio 1994  |                 |
| 15 | Til Death Do Us Part          |                 | 13 febbraio 1994 |                 |
| 16 | The Last Gauntlet             |                 | 20 febbraio 1994 |                 |
| 17 | Family Ties                   |                 | 27 febbraio 1994 |                 |
| 18 | The Fever                     |                 | 27 marzo 1994    |                 |
| 19 | Voyeur                        |                 | 3 aprile 1994    |                 |
| 20 | Omerta                        |                 | 24 aprile 1994   |                 |
| 21 | Apocalypse in Chicago         |                 | 1º maggio 1994   |                 |
| 22 | Bury My Heart at Starved Rock |                 | 8 maggio 1994    |                 |
| 23 | Death and Taxes (Part 1)      |                 | 15 maggio 1994   |                 |
| 24 | Death and Taxes (Part 2)      |                 | 22 maggio 1994   |                 |